# Zenaida macroura
La huilota común, también denominada tórtola rabiche, torcaza o guilota, (Zenaida macroura) es una especie de ave columbiforme de la familia Columbidae perteneciente al género Zenaida. Es natural de América. Es de tamaño mediano con color gris en la frente y la nuca, pardo grisáceo detrás del cuello y plumas metálicas con violeta y bronce a ambos lados. Sus partes inferiores son ligeramente rosadas y vináceas, al igual que frente, cara y pecho. Detrás de los ojos tiene una pequeña lista. La cola es larga, escalonada y puntiaguda. Tiene manchas negras en las coberteras de las alas y cerca de los oídos. Plumas de la cola con bordes negros y puntas blancas.
Su distribución comprende desde el sur de Canadá y sureste de Alaska hasta Panamá. También se encuentra presente en las Bahamas y las Antillas Mayores, incluyendo Cuba. En México se le ha observado en sus 32 estados.
Se conoce como paloma rabiche (Cuba y República Dominicana). En este último país también se conoce como tórtola. Otros nombres comunes: torcaza llanera (Honduras), paloma huilota (México), tórtola rabuda (Nicaragua); tórtola, abuelita y/o torcaza plañidera (Colombia), paloma rabuda (Costa Rica), paloma sabanera (Venezuela), tórtola rabilarga y paloma lúgubre.
Se la puede encontrar en gran cantidad de hábitats, como tierras de cultivo, ciudades, bordes de bosques, bosques abiertos, mezquitales, matorrales costeros, pastizales y en sitios desérticos; asimismo en zonas urbanas. No se encuentra listada en la NOM-059-SEMARNAT-2010 (México). Es una especie de interés cinegético en toda su distribución. Al ser una especie granívora se alimenta de varios cultivos por lo que puede depredar semillas y/o dispersarlas. En México hacen falta monitoreos y censos constantes para determinar su tendencia poblacional y para información general. También se requiere investigar los efectos a largo plazo de la cacería sobre sus poblaciones.

## Descripción
De tamaño mediano, cola larga y apuntada, presenta colores grises; gris castaño en la cabeza, dorso, rabadilla, coberteras de las alas y plumas centrales de la cola, gris oscuro en las plumas de vuelo de las alas. Su pico es negro, las patas son rojas.

## Hábitat
Habita en regiones semiáridas de tierras bajas y en las montañas, en zonas de vegetación caduca, en los pastizales y en zonas urbanas. Se ha registrado hasta los 3 200 metros de elevación.

## En México
Anida en las regiones del norte y del centro, sur de Baja California y también en el interior, hasta Jalisco e Hidalgo y escasamente en Michoacán y Oaxaca, siendo mucho más numerosa en invierno.

## Subespecies
Se conocen 5 subespecies de Zenaida macroura:
- Zenaida macroura carolinensis (Linnaeus, 1766)
- Zenaida macroura clarionensis (Townsend, C.H., 1890)
- Zenaida macroura macroura (Linnaeus, 1758)
- Zenaida macroura marginella (Woodhouse, 1852)
- Zenaida macroura turturilla Wetmore, 1956